# Zavadiv, Jovkva
Zavadiv (în ucraineană Завадів) este un sat în comuna Zașkiv din raionul Jovkva, regiunea Liov, Ucraina.

## Demografie
Componența lingvistică a localității Zavadiv
     Ucraineană (99,61%)
     Alte limbi (0,39%)
Conform recensământului din 2001, majoritatea populației localității Zavadiv era vorbitoare de ucraineană (99,61%), existând în minoritate și vorbitori de alte limbi.